# 来山哲二
来山 哲二（來山 哲二、きたやま  てつじ、1947年5月21日 - ）は、日本の実業家。ポエック株式会社代表取締役社長のち会長。

## 来歴
富山県出身。1970年、駒澤大学経済学部卒業。同年、株式会社極東機械製作所 (福山市、現テラル株式会社)入社。1979年、五大産業株式会社入社。
1989年、ポエック株式会社を設立し代表取締役社長に就任。2003年、株式会社三和テスコ代表取締役社長。2009年10月、東洋精機産業株式会社代表取締役社長。
2014年、株式会社アムノス代表取締役社長。2015年8月、株式会社アムノス取締役会長。2019年5月、AMNOS Korea CO.,LTD.理事。
2017年11月、ポエック、東京証券取引所JASDAQ（スタンダード）市場に株式を上場（証券コード9264）。
2019年11月、ポエック代表取締役会長。同年11月、株式会社三和テスコならびに東洋精機産業株式会社代表取締役会長。
2019年12月、協立電機工業株式会社代表取締役会長。
公益財団法人ポエック里海財団代表理事など歴任。